# ابوالحسن (الجزایر)
ابو ال حسن (به عربی: أبو الحسن) در الجزایر است که در استان الشلف واقع شده‌است.

## خصوصیات
ابو ال حسن ۲۰٬۱۶۴ نفر جمعیت دارد.